# Округ Грин (Висконсин)
Грин (енгл. Green County) је округ у америчкој савезној држави Висконсин.

## Демографија
По попису из 2010. године број становника је 36.842, што је 3.195 (9,5%) становника више него 2000. године.
| Група             | 2000.          | 2010.          |
| Белци             | 32.858 (97,7%) | 35.113 (95,3%) |
| Афроамериканци    | 86 (0,3%)      | 140 (0,4%)     |
| Азијати           | 97 (0,3%)      | 198 (0,5%)     |
| Хиспаноамериканци | 327 (1,0%)     | 1.033 (2,8%)   |
| Укупно            | 33.647         | 36.842         |